# ダート

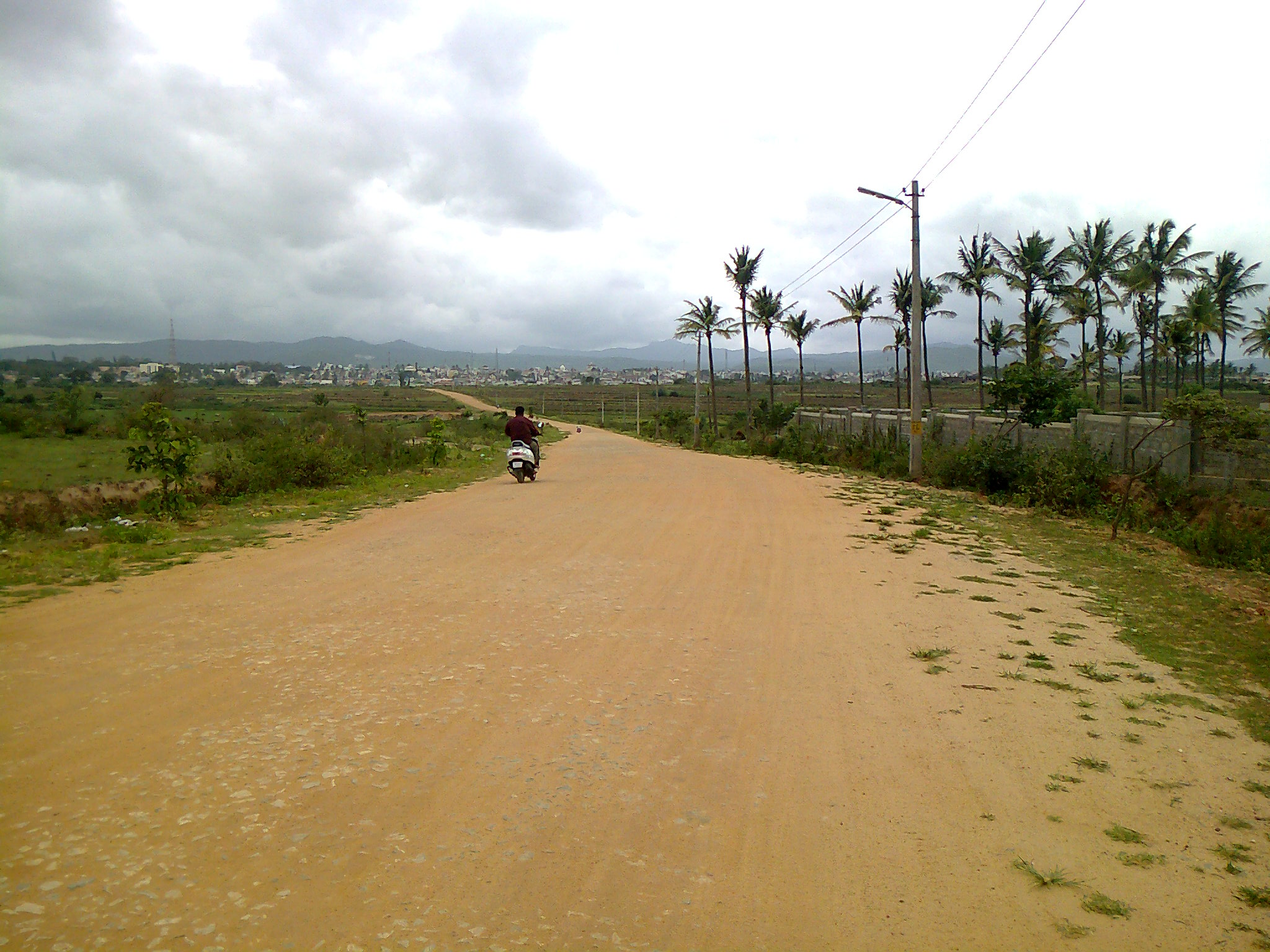
インドの未舗装道路

ダート (dirt) とは、泥や土を意味する。
スポーツ（モータースポーツを含む）ではダートコース（ダートトラックなどとも言う）のことを指す場合がほとんどである。ダートコースとは競馬やモータースポーツなどで利用される土や砂が細かく敷かれた走路のことである。

## 競馬のダートコース

### アメリカ
アメリカの競馬は、伝統的にダートコースにおけるレースが非常に盛んである。ダートは和訳すれば土であり、日本の競馬で使われている砂の意ではない。アメリカのダートコースは土を使っており、路盤は煉瓦を砕いた赤土のような路盤となっており、ダートレースは日本の芝レース並みの走破タイムが出る。小回りで平坦な直線の短い競馬場の形態とこの路面の特徴から、アメリカダートコースにおけるレースの特徴はハイペースで先行し、決勝線までそのスピードを維持した馬に有利となるものである。
一時期、アメリカの競馬界においてはイギリス式のオールウェザー（AW）馬場を導入する競馬場が増えていた。これは、低温と降雨のために芝コースでのレース開催を通年で行うことが難しいイギリスにおいて発展したもので、ワックスされた砂と化学合成物質の混合物をコースの素材とするものである。オールウェザー馬場の利点は、維持費が安い、寒空時に馬場状態が悪化し難い、コースを平坦に均し易いことに加え衝撃を吸収する素材の性質から、競走馬の脚部にかかる負担が少ない、という点にあるとされ、競走馬の育成・調教施設では世界的に広く導入されている。固く凹凸の整備もしにくい馬場に対する不安もあったことが、オールウェザー馬場への転換を加速させていた。
2005年にはケンタッキー州のターフウェイパーク競馬場が導入し、翌2006年にはカリフォルニア州競馬委員会も導入を決定した。これを導入した競馬場のレースは、スローペースで直線の切れ味勝負という、従来のダートコースとはまったく異なるレース傾向への変化が見られるという。
近年、サンタアニタ競馬場ではクッショントラック、プロライドという異なる二つの素材を試したものの、どちらの素材も降雨時の水はけが悪く再三の開催中止を余儀なくされたため、2011年からは砂の含有率を高くしたダートに馬場を戻した。またキーンランド競馬場でも一時期ポリトラックコースを使用していたが、2014年よりダート馬場に戻されるなどダートへの回帰が続いている。
オールウェザー馬場と一口に言っても、競馬場によって用いられる合成素材は異なり、アーリントンパーク競馬場（廃止）やウッドバイン競馬場ではポリトラック、ハリウッドパーク競馬場（廃止）ではクッショントラック、ゴールデンゲートフィールズ競馬場やガルフストリームパーク競馬場ではタペタが採用されている。

### ドバイ
ドバイワールドカップで有名なドバイのナド・アルシバ競馬場ではアメリカのダートを貨物船で運んでそのまま競馬場に敷いていた。ただし、ドバイでも2010年に開場のメイダン競馬場ではタペタを用いたオールウェザー馬場が導入され、ナド・アルシバ競馬場は閉鎖された。しかし、メイダン競馬場は2014年にオールウェザーコースからダートコースへ変更されることになった。

### 日本

#### 特徴
中央競馬では戦後、日本中央競馬会が冬季間の芝コースの保護を目的として、アメリカを参考にして土主体のダートコースを導入した。しかし、水捌けの悪い土主体のダートコースは雨の多い日本の気候条件下では使用に耐えず、ほどなく水捌けのよい砂主体のコースに置き換わった。
地方競馬の競馬場は、芝コースの管理について技術的にも資金的にも制約があることから、ダートコースの内側に芝コースがある盛岡競馬場を除き、ダートコースのみで構成されている。
ダートコースで使用される砂は、中央競馬の主要な競馬場では青森県六ヶ所村の海砂を、地方競馬の門別・大井・船橋・園田・姫路では西オーストラリア州アルバニーの海砂を、名古屋・笠松・金沢では愛知県瀬戸市の山砂を使用している。ただし、地方競馬を中心に川砂を使用している競馬場も散見される。
日本の砂主体のダートコースは、芝コースやアメリカのダートと比べてスピードよりもパワーが求められるという特徴があり、そのためにそれらのコースよりも競走馬の脚部にかかる負担は少ないとされる。とくに冬季は乾燥する上に凍結防止の観点から散水ができないため、パワーが要求される馬場になりやすい。このような特徴から、日本のダート競走は一般的に牝馬よりも牡馬が優勢であるとされるが、ロジータ、ホクトベガ、ファストフレンド、ゴールドティアラ、ブロードアピール、サンビスタ、ショウナンナデシコのように良績を残した牝馬も多い。
近年では、中央競馬のダートを敬遠してチャンピオンズカップ（2013年まではジャパンカップダート）になかなか外国馬が出走しない（2006年・2010年〜2012年・2016年〜2017年・2019年〜2024年は0頭）、アメリカの重賞やドバイワールドカップで日本のダート有力馬の上位入着馬が少ない、などの問題があることから、「アメリカ型の土主体のダートコースに戻すべき」、あるいは、「近年アメリカで使用例が急増しているオールウェザー馬場を導入すべき」という声も出てきているが、これらの意見には、先述の気候上の問題などはあまり考慮されていない（そもそもJRAのダート重賞が整備され、ダートグレード競走が行われるようになって以後、日本の中央競馬ダート路線は芝で実績を残せなかった馬が集まっており、前述の問題の根本的な原因が日本ダート馬のレベルそのものの低さにあることは無視できない）。
かつて砂コースというものが存在した。これは現行のダートとはやや質が異なるもので、当時の重賞競走の記録などにも「砂」と記載されている。中京競馬場の場合、1953年に砂コースのみで開場している。重賞競走では1971年の中京記念で使用されたのが最後で、ほどなくダートコースに改修されている。札幌競馬場の場合も1968年に砂からダートに改修されており、それ以前の札幌記念は砂コースでの施行であった。

#### 国内の重賞競走体系
ダートコースが導入された経緯の違いから、中央競馬と地方競馬との間ではダート競走の扱いに大きな差があり、1996年以前の中央競馬にはGI格の競走すら存在しなかった。
1996年に「ダート競走格付け委員会」が発足し（2009年に日本グレード格付け管理委員会へ改組）、中央競馬・地方競馬の所属を問わず出走できる競走（指定交流競走も参照）のうちダートで施行される重賞競走について、統一した基準での格付けを行うこととなった。これにより格付けが得られた競走をダートグレード競走と呼ぶ。
2024年に施行されるダートグレード競走のうちGI・JpnIに格付けされたものは15競走あり、うち13競走が地方競馬、2競走（フェブラリーステークス・チャンピオンズカップ）が中央競馬での競走となっている。なおGI（国際格付け）が得られているのは中央競馬の上記2競走と地方競馬の東京大賞典（大井競馬場）で、他はJpnI（国内格付け）となっている。
中央競馬・地方競馬の交流競走からの除外により、ダートグレード競走の指定を外れた重賞も存在する（ダートグレード競走#格付け外・廃止となったダートグレード競走（2024年現在）を参照）。例えば盛岡競馬場のダービーグランプリは、2006年までは中央交流統一GI競走として開催されていたが、2007年に馬インフルエンザの流行が原因で交流競走が制限されダートグレードなしの地元重賞として開催、2008年から2009年は休止、2010年の再開時には地方競馬全国交流競走（地方競馬所属の競走馬は所属を問わず出走できるものの、中央競馬の競走馬が出走できない）となったためダートグレードは付与されていない。

#### 凍結対策
冬期にはダートコースの凍結を防止するため、凍結防止剤が散布される。凍結防止剤の成分は塩化ナトリウム (NaCl)、無水硫酸マグネシウム (MgSO4)、硫酸ナトリウム (Na2SO4) などからなり、ダートのなかに溶けた塩化ナトリウムが凝固点を下げる働きをする。さらに競馬開催日の前日の夜には係員が待機して定期的にダートの温度を測り、ダートが凍結しそうになると整地作業を行う。なお、冬期は凍結防止のために散水を控えるため、ダートが乾燥し、力を要する馬場になりやすい。

### 韓国
韓国の競馬場のダートコースは、広義の砂馬場という点で日本と共通している。

## モータースポーツのダート

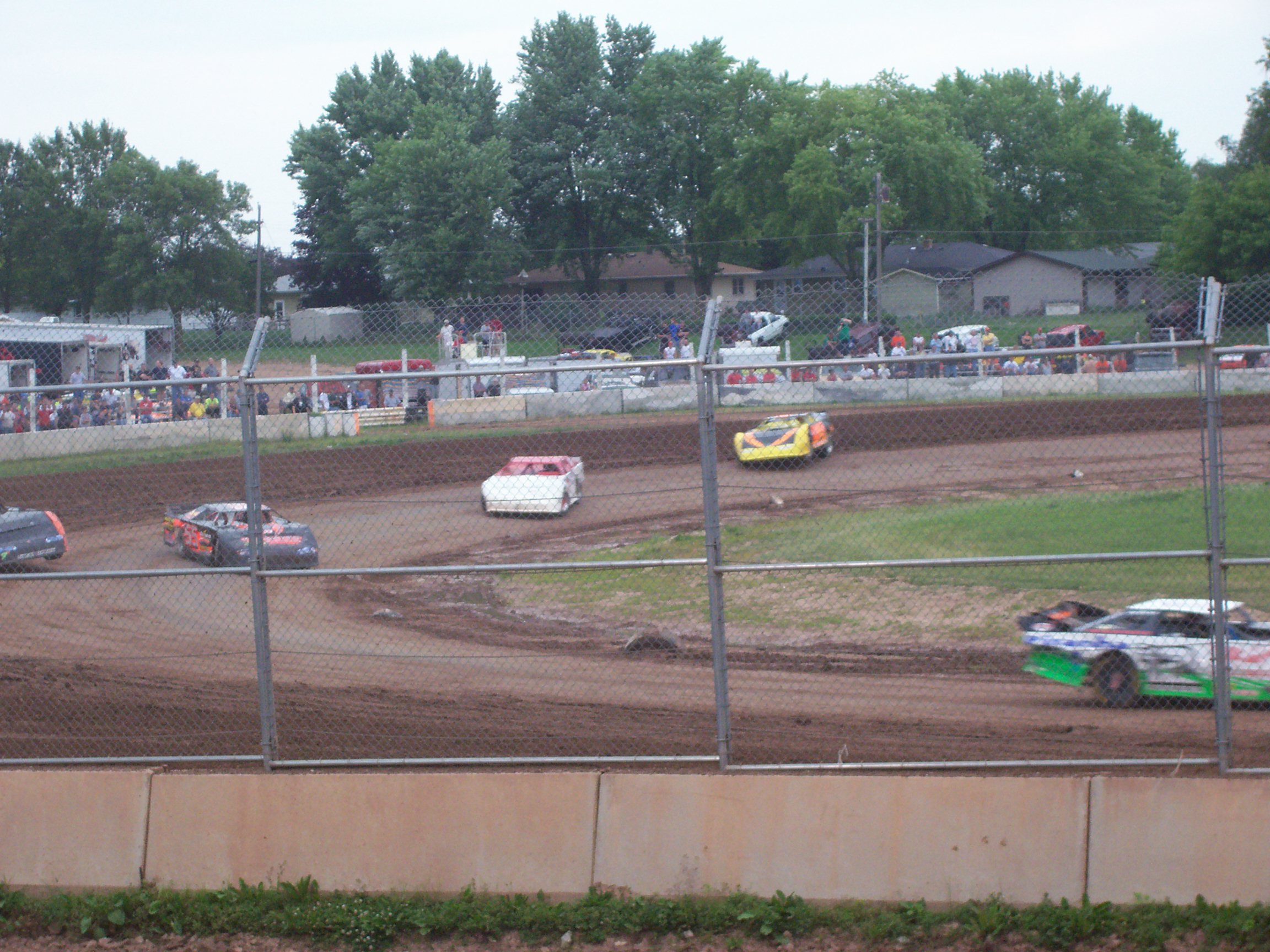
オーバルコースで行われるダートトラックレース

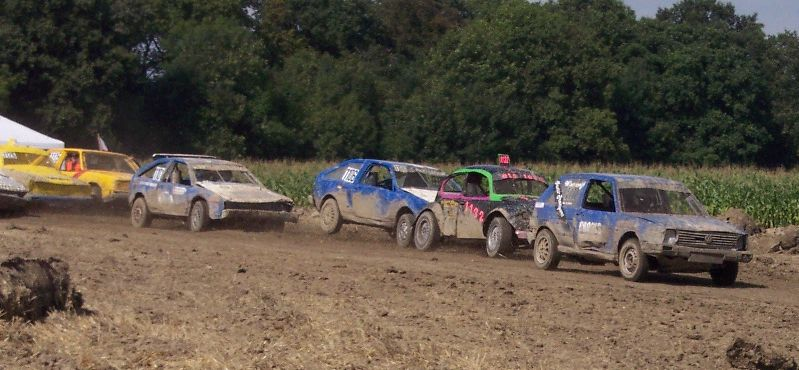
欧州ではオートクロスと呼ばれる

モータースポーツでは天然の非舗装路をグラベル、舗装路はターマック、混合したコースはミックスサーフェイスと呼ぶ。世界ラリー選手権ではサーキット風の特設コース (スーパーSS) など、人工的に作られた非舗装路をダートと呼ぶことが多い。
オートバイによるダートコースで競われるレースにはダートトラックレース（またはフラットトラックレースとも）がある。
2014年9月現在、走行可能なダートトラックのコースはオフロードヴィレッジ（埼玉県川越市）、群馬モーターパーク（群馬県高崎市）、オートパーククワ（長野県上伊那郡中川村。レンタルバイクは予約制）、いなべモータースポーツランド（三重県いなべ市）、テージャスランチ（広島県安芸高田市）である。
全日本オートバイ耐久ロードレース（通称：浅間火山レース）が行われた浅間高原自動車テストコースや、開催当初のオートレースもダートであった。
クローズドコースで自動車によりタイムを競うレースには、ダートトラックレース・オートクロス・ダートトライアルなどがある。

## 道路におけるダート

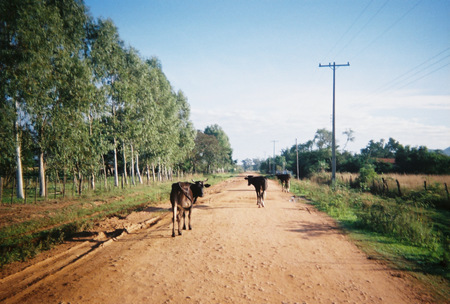
パラグアイの未舗装道路

道路における未舗装のことを指す。車線が未舗装のままになっているものを指すが、広義には砂利舗装路も指す場合がある。砂利道も参照のこと。
日本でもかつては多くの主要道がダートであったが、国道においては、最後のダート区間であった国道458号十部一峠区間が2021年度に舗装されたため車両通行可能区間での未舗装区間は消滅した。一方、今日でも林道や林野中の私道は多くの場合ダートである。
道路地図のなかには、舗装ができていない道のことをとくに「ダート」と注釈を入れるものがある。